# Srednja Jurkovica
Srednja Jurkovica (cyr. Средња Јурковица) – wieś w Bośni i Hercegowinie, w Republice Serbskiej, w gminie Gradiška. W 2013 roku liczyła 146 mieszkańców.